# Giacomo Rust
Giacomo Rust o Rusti (Roma, 1741 – Barcellona, 1786) è stato un compositore italiano di probabile ascendenza tedesca.
Sulla formazione musicale di Rust non si conosce nulla. Tra il 1763 e il 1777 fu attivo a Venezia, dove debuttò come operista nel 1763 con il dramma giocoso La contadina in corte; nella stessa città seguì con le rappresentazioni di altre sue dodici opere. Durante questo periodo acquisì grande fama di compositore d'opere non solo in Italia, bensì anche all'estero, tanto che fu chiamato al servizio dell'arcivescovo di Salisburgo. Egli quindi fu nominato maestro di cappella presso la corte salisburghese il 12 giugno 1777, posto che verso la fine dell'anno dovette abbandonare a causa di improvvisi problemi di salute. Poco tempo dopo tornò a Venezia per continuare la sua attività operistica e nel 1783 si stabilì definitivamente a Barcellona dove assunse la carica di direttore della cappella della cattedrale.

## Opere
Sono note 25 opere di Rust; l'anno e la città si riferiscono alla prima rappresentazione.
- La contadina in corte (dramma giocoso per musica, libretto di Niccolò Tassi, 1763, Venezia)
- La finta semplice (dramma giocoso per musica, libretto di Pasquale Mililotti, 1772, Bologna)
- L'idolo cinese (dramma giocoso per musica, libretto di Giovanni Battista Lorenzi, 1773, Venezia)
- Il conte Baccellone (dramma giocoso per musica, libretto di Marco Coltellini, da La contessina di Carlo Goldoni, 1774, Venezia)
- I cavalieri lunatici (farsa, 1774, Venezia)
- L'amor bizzarro (dramma giocoso per musica, libretto di Giovanni Bertati, 1775, Venezia)
- Li due amanti in inganno (1° e 3° atto) (dramma giocoso per musica, in collaborazione con Matteo Rauzzini (2° atto), 1775, Venezia)
- Alessandro nelle Indie (dramma per musica, libretto di Pietro Metastasio, 1775, Venezia)
- Il baron in terra asciuta (dramma giocoso per musica, 1775, Venezia)
- Il Socrate immaginario (dramma giocoso per musica, libretto di Giovanni Battista Lorenzi, 1776, Venezia)
- Calliroe (dramma per musica, libretto di Mattia Verazi, 1776, Padova)
- Il Giove di Creta (dramma giocoso per musica, 1776, Venezia)
- Li due protetti (dramma giocoso per musica, libretto di Pier Antonio Bagliacca, 1776, Venezia)
- Il talismano (2° e 3° atto) (dramma giocoso per musica, in collaborazione con Antonio Salieri (1° atto), libretto di Carlo Goldoni, 1779, Milano)
- L'isola capricciosa (dramma giocoso per musica, libretto di Caterino Mazzolà, 1780, Venezia)
- Gli antiquari in Palmira (commedia per musica, libretto di Giuseppe Carpani, 1780, Milano)
- Demofoonte (dramma per musica, libretto di Pietro Metastasio, 1780, Firenze)
- Il castellano deluso (1781, Parma)
- Artaserse (dramma per musica, libretto di Pietro Metastasio, 1781, Perugia)
- Adriano in Siria (dramma per musica, libretto di Pietro Metastasio, 1781, Teatro Regio di Torino con Pietro Benedetti)
- L'incognita fortunata (farsa, libretto di G. Ciliberti, 1782, Napoli)
- L'incontri inaspettati (1783, Roma)
- La caccia d'Enrico IV (dramma giocoso per musica, libretto di A. Dian, 1783, Venezia)
- Il marito indolente (dramma giocoso per musica, libretto Caterino Mazzolà, 1784, Vienna)
- Berenice (dramma per musica, libretto di Jacopo Durandi, 1786, Parma)